# Bateau de Klåstad

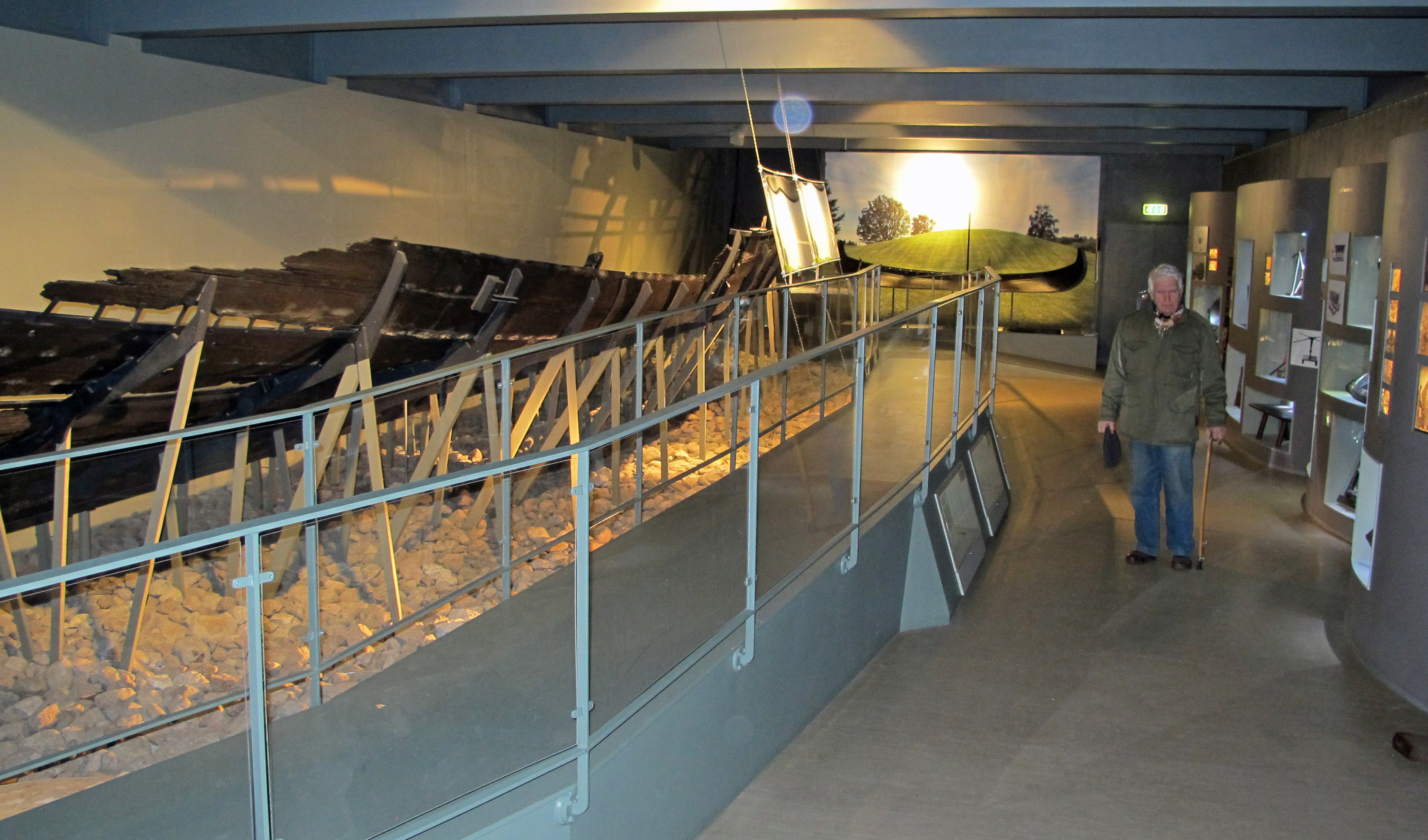
Le bateau de Klåstad.

Le bateau de Klåstad a été retrouvé dans un champ au fond du Viksfjord à Larvik, non loin de Kaupang. On pense qu'il a fait naufrage à Vikskilen et a dérivé dans les eaux peu profondes de Klåstadkilen. Si le navire a été retrouvé à une certaine distance à l'intérieur des terres, c'est parce que le niveau du sol s'est élevé d'environ deux mètres depuis l'époque viking. Le navire est légèrement endommagé par les travaux d'assèchement des champs où il a été retrouvé. L'épave était connue, mais elle est restée inaperçue jusqu'en 1970, date à laquelle Arne Emil Christensen l'a exhumée et l'a donnée au musée du comté de Vestfold (aujourd'hui appelé Slottsfjellmuseet) à Tønsberg, où elle est exposée.
Le bateau de Klåstad diffère à plusieurs égards des navires vikings plus célèbres : Bateau d'Oseberg, Bateau de Gokstad et Bateau de Tune. Il s'agit d'une épave, tandis que les trois autres navires sont des  bateaux-tombes.
Le bateau de Klåstad est probablement un cargo, un knarr, et est daté par les cernes des arbres de 998. 

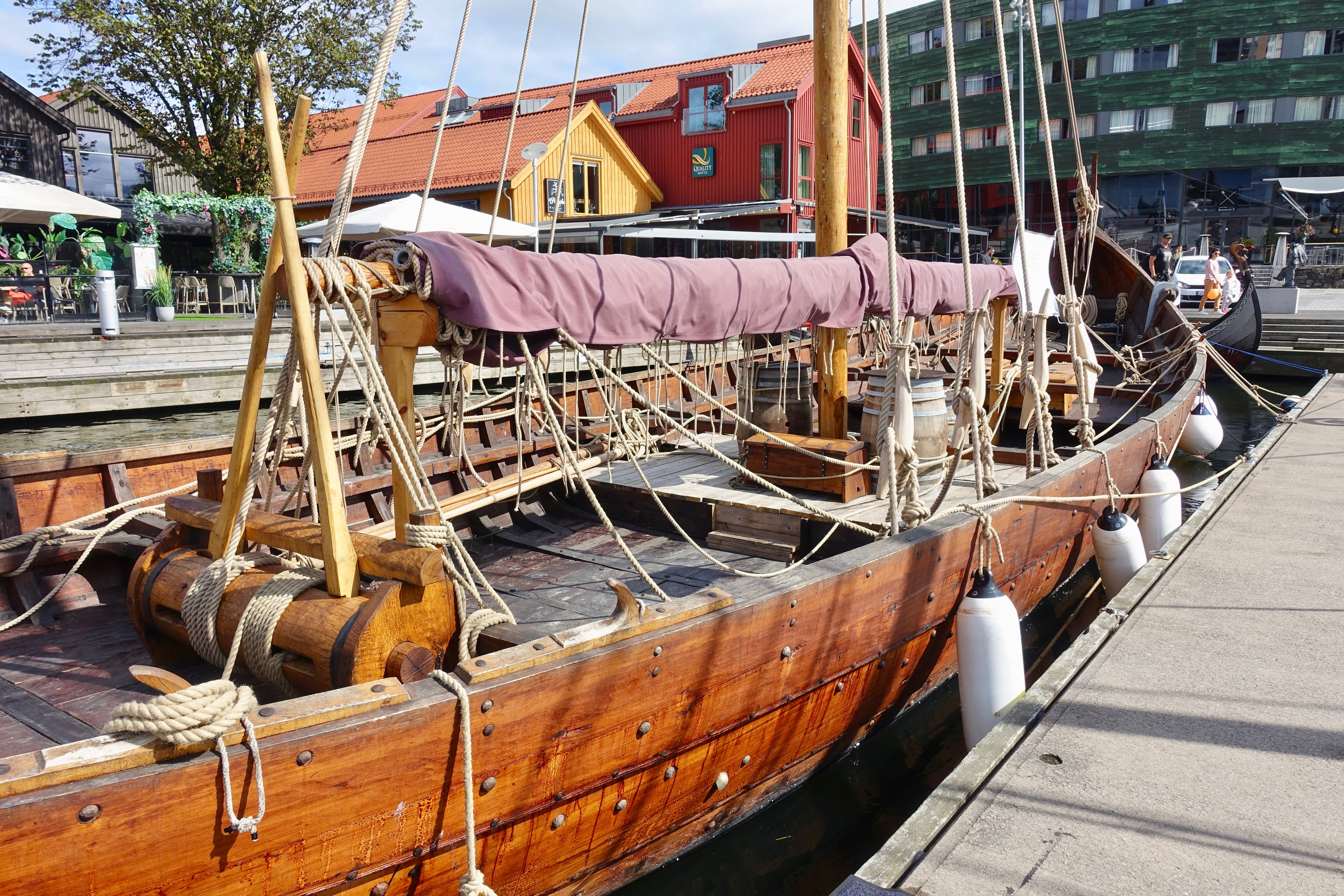
Saga Farmann

Comme les autres navires vikings, il est construit en bordages à clin. Il était équipé de dame de nage pour les rames. La quille mesure 16,15 m de long, soit légèrement plus petite que celle du navire de Gokstad . Le navire est construit en chêne ; les passerelles supérieures sont en pin sylvestre et les parties supérieures des membrures en hêtre. 
Lorsque le navire a été coulé, il y avait à bord une cargaison d' ébauches de pierre à aiguiser provenant d'Eidsborg dans le comté de Telemark. 
Une réplique du navire Klåstad a été lancée à Tønsberg en septembre 2018 et a été nommée « Saga Farmann » .